# Urs Meier
Urs Meier (Zurigo, 22 gennaio 1959) è un ex arbitro di calcio svizzero.

## Carriera
Venne promosso al ruolo di internazionale nel 1994 e da allora diventò uno dei più affidabili direttori di gara a livello europeo e mondiale. Spesso è risultato essere nelle prime 10 posizioni della classifica dei migliori arbitri al mondo ed è giunto una volta secondo e due volte terzo.
Ha partecipato a due edizioni dei Mondiali di calcio: nel 1998, in Francia, diresse l'attesissima sfida piena di risvolti politici tra USA e Iran (fu Joseph Blatter in persona, Presidente FIFA, a pretendere la designazione di un arbitro della Svizzera, simbolo di neutralità in campo extracalcistico), e l'ottavo di finale tra Nigeria e Danimarca. Nel 2002, dopo aver arbitrato Stati Uniti-Corea del Sud, gli toccò la semifinale tra la Germania ed i coreani dove, fra altre decisioni, ammonì la stella tedesca Michael Ballack, che, diffidato, avrebbe poi saltato la finalissima.
Ai Campionati europei di calcio, dopo essere stato selezionato come quarto ufficiale di gara nell'edizione del 1996, diresse cinque partite: due nel 2000 (Paesi Bassi-Danimarca e Inghilterra-Romania), e tre nel 2004, tra cui Italia-Svezia e il quarto di finale Inghilterra-Portogallo. L'arbitraggio di quest'ultimo match destò vivaci polemiche in Gran Bretagna - soprattutto sui Tabloid inglesi - dato che gli inglesi ritennero ingiustamente annullato dall'arbitro per fallo di Terry sul portiere portoghese Ricardo, un gol decisivo segnato da Campbell. Urs Meier subì anche minacce di morte da hooligan inglesi.
Nel 2002 Meier ebbe la soddisfazione di dirigere la finale della Coppa dei Campioni tra Real Madrid e Bayer Leverkusen a Glasgow. Attualmente è osservatore degli arbitri UEFA.
Diresse altresì, il 14 maggio 2003, la semifinale di ritorno di UEFA Champions League 2002-2003 tra Juventus e Real Madrid, e nel secondo tempo del match ammonì il bianconero Pavel Nedvěd, il quale essendo diffidato, saltò la finale contro il Milan.
Vanta la direzione in ben sette semifinali di UEFA Champions League (nel 1997, 1998, 1999, 2000, 2001, 2003 e 2004) e in una semifinale di Coppa UEFA (nel 2001).
Nel giugno 2011 si dimette dalla guida degli arbitri elvetici per divergenze con la Federazione sul tema della professionalizzazione degli arbitri
Nella vita è stato legato per oltre sette anni, fino a maggio 2007 a Nicole Petignat, a sua volta arbitro internazionale di calcio svizzera.